# Productores de Música de España
Nhà sản xuất âm nhạc Tây Ban Nha (tiếng Tây Ban Nha: Productores de musica de España, gọi tắt là PROMUSICAE) là một nhóm thương mại đại diện cho các ngành công nghiệp thu âm tiếng Tây Ban Nha. Đây là Liên đoàn quốc tế của tập đoàn Công nghiệp thu âm cho Tây Ban Nha.
Kể từ ngày 30 tháng 4 năm 2003, Antonio Guisasola là chủ tịch của PROMUSICAE, thay thế cho Carlos Grande.

## Lịch sử
PROMUSICAE được thành lập vào thập niên 1950, đồng thời là đại diện của IFPI tại Tây Ban Nha dưới cái tên Tập đoàn Tây Ban Nha của Liên đoàn quốc tế của ngành công nghiệp thu âm (Grupo Español de la Federación Internacional de la Industria Fonográfica). Tuy nhiên nó lại không chính thức là một hiệp hội bởi vì pháp luật Tây Ban Nha trong chế độ Franco đã không công nhận quyền của Hiệp hội cho đến năm 1977. Năm 1978, tập đoàn được đăng ký và trở thành một hiệp hội theo tên tiếng Tây Ban Nha là Asociación Fonográfica Española (AFE) (tạm dịch: Hiệp hội thu âm của Tây Ban Nha). Năm 1982, với sự xuất hiện và phổ biến của video âm nhạc, AFE đổi tên thành Hiệp hội thu âm và quay phim của Tây Ban Nha (Asociación Fonográfica y Videográfica de España) (AFYVE). Cuối cùng, vào năm 2004, đại hội đồng đối tác của AFYVE đã quyết định đổi tên như hiện nay, Nhà sản xuất âm nhạc Tây Ban Nha (Productores de Música de España) (PROMUSICAE).

## Bảng xếp hạng
Tất cả các bảng xếp hạng đĩa đơn và album được thông báo vị trí xếp hạng một lần mỗi tuần vào ngày chủ nhật. Chúng dựa trên doanh số bán lẻ của thị trường âm nhạc Tây Ban Nha trong tuần từ trước thứ bảy đến trước thứ sáu để tính toán. Các bảng xếp hạng mới thường được tải lên trang web chính thức của PROMUSICAE vào tối ngày chủ nhật ở lục địa Tây Ban Nha.
PROMUSICAE cung cấp các bảng xếp hạng sau đây:
- Bảng xếp hạng tốp 50 bài hát
- Bảng xếp hạng tốp 100 album
- Bảng xếp hạng tốp 20 vị trí biên soạn lại
- Bảng xếp hạng tốp 20 đĩa DVD
- Bảng xếp hạng đài phát thanh